# Ödenmoos

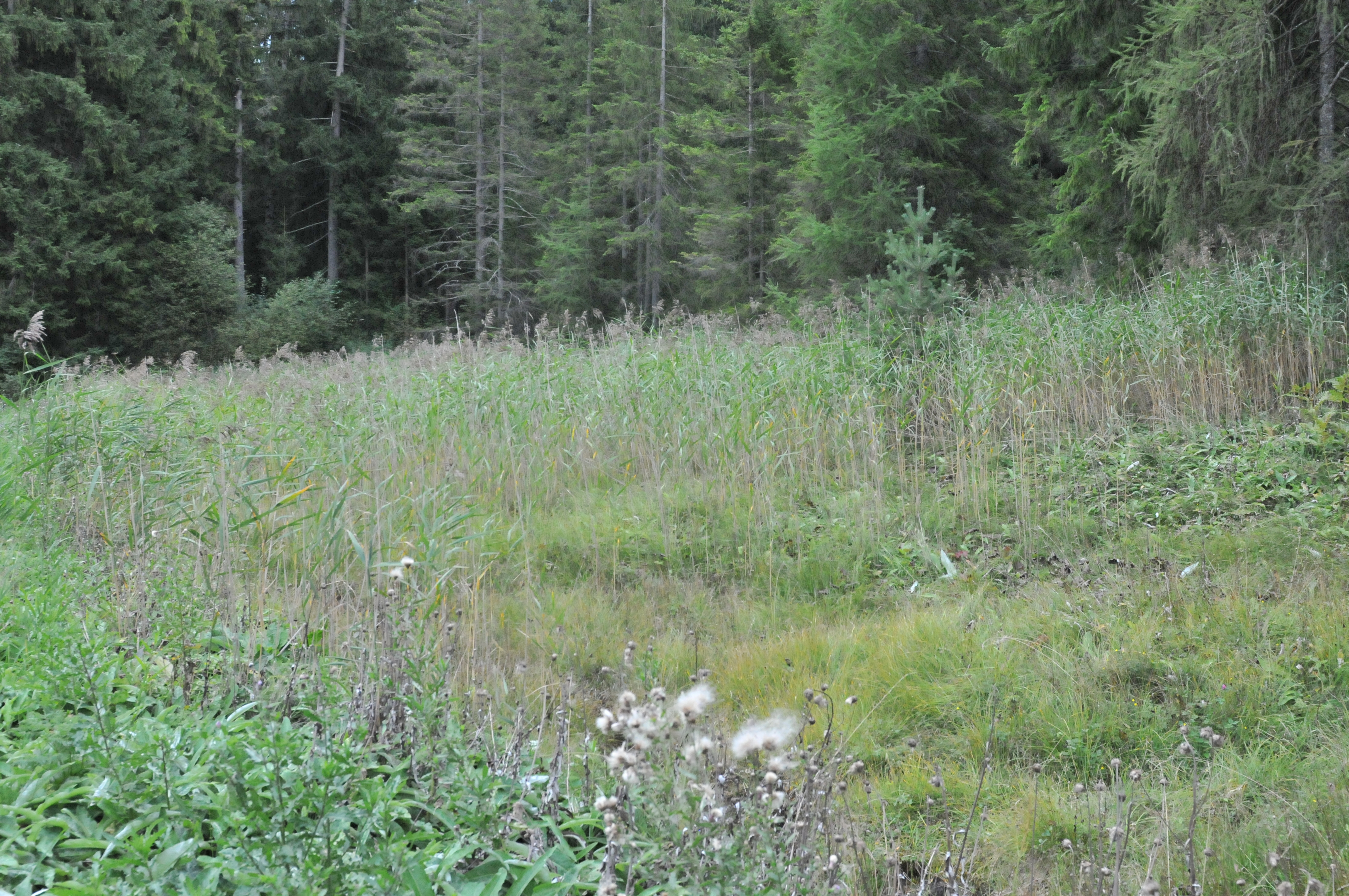
Ödenmoos

Das Ödenmoos ein Niedermoor und hydrologisches Naturdenkmal in der Gemeinde Toblach in Südtirol (Norditalien).

## Beschreibung
Das Ödenmoos befindet sich am Fuße des Waldhanges unter dem Haunold auf einer Wiese und ist ein kleiner Überrest eines Niedermoors. Das Naturdenkmal ist seit dem 11. Dezember 2007 geschützt, weil es eines der letzten vorhandenen Fruchtlebensräume in den Niederungen innerhalb der Gemeinde Toblach ist.